# آکسلی پلواس
آکسلی پلواس (فنلاندی: Akseli Pelvas؛ زادهٔ ۸ فوریهٔ ۱۹۸۹) بازیکن فوتبال اهل فنلاند است.
از باشگاه‌هایی که در آن بازی کرده‌است می‌توان به باشگاه فوتبال هلسینکی، باشگاه فوتبال کوپیون پالوسئورا، باشگاه فوتبال ماریهامن، و باشگاه فوتبال سینایوئن یالکاپالوکرهو اشاره کرد.
وی همچنین در تیم‌های ملی فوتبال زیر ۲۱ سال فنلاند و فنلاند بازی کرده‌است.